# Nigramma kheili
Nigramma kheili là một loài bướm đêm trong họ Noctuidae.